# Museu Nacional d'Art Occidental
El Museu nacional d'Art Occidental 国立西洋美術館 (kokuritsu seiyō bijutsukan) és un museu d'art especialitzat en art occidental fundat el 1959 i situat a Tòquio, Japó. El seu edifici principal ocupa un edifici dissenyat per Le Corbusier.
El museu es va dissenyar originalment per allotjar la col·lecció personal de l'industrial japonès Matsukata Kōjirō, una col·lecció que s'havia emmagatzemat a França durant la Segona Guerra Mundial sota el control del conservador del museu Léonce Bénédite.
La col·lecció d'art francès de Matsukata Kōjirō es al centre del museu.
El lloc ha estat classificat, juntament amb 16 altres obres arquitectòniques per Le Corbusier, com a Patrimoni de la Humanitat per la UNESCO des del 2016.

## Artistes representats
| - Heinrich Aldegraver (1502–1561), Alemanya - Albrecht Altdorfer (1480–1538), Alemanya - Edmond Aman-Jean (1860–1936), França - Jean Arp (1886–1966), França - Hans Baldung Grien (1484–1554), Alemanya - Giovanni Françasco Barbieri (1591–1666), Itàlia - Ernst Barlach (1870–1938), Alemanya - François Baron-Renouard (1918–2009), França - Leandro Bassano (1557–1622) - Barthel Beham (1502–1540) - Hans Sebald Beham (1500–1550), Alemanya - Stefano della Bella (1610–1664) - Émile Bernard (1868–1941), França - Albert Besnard (1849–1934), França - Joachim Beuckelaer (1533–1574), Bèlgica - Leonardo Bistolfi (1859–1933), Itàlia - William Blake (1757–1827), Regne Unit - Jacques-Emile Blanche (1861–1942) - Abraham Bloemaert (1564–1651), Països Baixos - Cornelis Bloemaert (1603–1684), Països Baixos - Pierre Bonnard (1867–1947), França - François Bonvin (1817–1887), França - Abraham Bosse (1602–1676), França - François Boucher (1703–1770), França - Antoine Bourdelle (1861–1929), França - Dierick Bouts (1420–1475), Països Baixos - Félix Bracquemond (1833–1914), França - Georges Braque (1882–1963), França - Pieter Brueghel (1525–1569), Bèlgica - Hendrick ter Brugghen (1588–1629), Països Baixos - Charles Le Brun (1619–1690), França - Bernard Buffet (1928–1999), França - Hans Burgkmair (1473–1531), Alemanya - Jacques Callot (1592–1635), França - Giulio Campagnola (1482–1516), Itàlia - Robert Campbell Junior (1944–1993), Austràlia - Canaletto (1697–1768), Itàlia - Agostino Carracci (1557–1602), Itàlia - Jean-Baptiste Carpeaux (1827–1875), França - Eugène Carrière (1849–1906), França - Bernardo Cavallino (1616–1654), Itàlia - Paul Cézanne (1839–1906), França - Marc Chagall (1887–1985), França - Antoni Clavé (1913-2005), Espanya - Joos van Cleve (1480–1540), Alemanya - Charles-Nicolas Cochin (1688–1754), França - Edwaert Collier (1640–1707), Països Baixos - Gillis van Coninxloo (1544–1606), Bèlgica - Lovis Corinth (1858–1925), Roumanie - Camille Corot (1796–1875), França - Charles Cottet (1863–1925), França - Gustave Courbet (1819–1877), França - Antoine Coysevox (1640–1720), França - Lucas Cranach l'Ancien (1472–1553), Alemanya - Carlo Crivelli (1430–1494), Itàlia - Salvador Dalí (1904–1989), Espanya - Charles-François Daubigny (1817–1878), França - Honoré Daumier (1808–1879), França - Alexandre-Gabriel Decamps (1803–1860), França - Edgar Degas (1834–1917), França - Eugène Delacroix (1798–1863), França - Maurice Denis (1870–1943), França - André Derain (1880–1954), França - George Desvallières (1861–1950), França - Carlo Dolci (1616–1686), Itàlia - Kees van Dongen (1877–1968), Països Baixos | - Gerrit Dou (1613–1675), Països Baixos - Jean Dubuffet (1901–1985), França - Raoul Dufy (1877–1953), França - Jean Duvet (1485–1570), França - Antoine van Dyck (1599–1641), Bèlgica - Albrecht Dürer (1471–1528), Alemanya - James Ensor (1860–1949), Bèlgica - Max Ernst (1891–1976), Alemanya - William Etty (1787–1849), Regne Unit - Henri Fantin-Latour (1836–1904), França - Lyonel Feininger (1871–1956), Estats Units - Georges de Feure (1868–1943), França - Copley Fielding (1787–1855), Regne Unit - Jean-Louis Forain (1852–1931), França - Tsugouharu Foujita (1886–1968), Japon, França - Jean-Honoré Fragonard (1732–1806), França - Sam Francis (1923–1994), Estats Units - Paul Gauguin (1848–1903), França - Claude Gellée (1600–1682), França - Jacques de Gheyn II (1565–1629), Bèlgica - Giorgio Ghisi (1512–1582), Itàlia - Alberto Giacometti (1901–1966), Suisse - Albert Gleizes (1881–1953), França - Vincent van Gogh (1853–1890), Països Baixos - Hendrick Goltzius (1558–1616), Alemanya - Francisco de Goya (1746–1828), Espanya - Jan van Goyen (1596–1656), Països Baixos - El Greco (1541–1614), Espanya, Grèce - Richard Hamilton (1922), Regne Unit - Cornelis de Heem (1631–1695) - Jean-Jacques Henner (1829–1905), França - Auguste Herbin (1882–1960), França - William Hogarth (1697–1764), Regne Unit - Hans Holbein (1497–1543), Alemanya - Jean-Auguste Ingres (1780–1876), França - Tim Johnson (1947), Austràlia - Jacob Jordaens (1593–1678), Bèlgica - Wassily Kandinsky (1866–1944), Rússia - Max Klinger (1857–1920), Alemanya - Käthe Kollwitz (1867–1945), Alemanya - Alfred Kubin (1877–1959), Alemanya - Nicolas Lancret (1690–1743), França - Nicolas de Largillierre (1665–1746), França - Jean Launois (1898–1942), França - Ernest Laurent (1859–1929), França - Le Corbusier (1887–1965), Suïssa, França - Bernard Leach (1887–1979), Hong Kong - Henri Lebasque (1865–1937), França - Fernand Léger (1881–1955), França - Alphonse Legros (1837–1911), França - Stanislas Lépine (1835–1892), França - Lucas van Leyden (1489–1533) - Léon Augustin Lhermitte (1844–1925), França - Pietro Longhi (1702–1785), Itàlia - Bernard Lorjou (1908-1986), França - Alessandro Magnasco (1667–1749), Itàlia - Aristide Maillol (1861–1944), França - Édouard Manet (1832–1883), França - Andrea Mantegna (1431–1506), Itàlia - Henri Matisse (1869–1954), França - Charles Meryon (1821–1868), França - John Everett Millais (1829–1896), Regne Unit - Jean-François Millet (1814–1875), França - Joan Miró (1893–1983), Espanya - Paula Modersohn-Becker (1876–1907), Alemanya - Amedeo Modigliani (1884–1920), Itàlia - Claude Monet (1840–1926), França - Bartolomeo Montagna (1440–1523), Itàlia - Adolphe Joseph Thomas Monticelli (1824–1886) - Henry Moore (1898–1986), Regne Unit - Gustave Moreau (1826–1898), França - Sally Morgan (1951) - Alphonse Mucha (1860–1939), Bohèmia, Txecoslovàquia | - Edvard Munch (1863–1944), Norvège - Bartolomé Esteban Murillo (1618–1682), Espanya - Jean-Marc Nattier (1685–1766), França - Robert Owen (1937), Austràlia - Samuel Palmer (1805–1881), Regne Unit - Georges Papazoff (1894–1972) - Jules Pascin (1885–1930) - Jean-Baptiste Pater (1695–1736) - Joachim Patinier (1475–1524), Bèlgica - Pablo Picasso (1881–1973), Espanya - Françasco Piranesi (1758–1810), Itàlia - Giovanni Battista Piranesi (1720–1778), Itàlia - Camille Pissarro (1830–1903), França - Jackson Pollock (1912–1956), Estats Units - Paulus Pontius (1603–1858), Bèlgica - Pierre Puvis de Chavannes (1824–1898), França - Odilon Redon (1840–1916), França - Guido Reni (1575–1642), Itàlia - Pierre-Auguste Renoir (1841–1919), França - Alfred Rethel (1816–1959) - Joshua Reynolds (1723–1792), Regne Unit - José de Ribera (1591–1652), Espanya - Rembrandt van Rijn (1606–1669), Països Baixos - Henri Rivière (1864–1951), França - Hubert Robert (1733–1808), França - Auguste Rodin (1840–1917), França - Félicien Rops (1833–1898), Bèlgica - Salvatore Rosa (1615–1673), Itàlia - Dante Gabriel Rossetti (1828–1882), Regne Unit - Georges Rouault (1871–1958), França - Peter Paul Rubens (1577–1640), Alemanya - Ed Ruscha (né en 1937), Estats Units - Jacob van Ruisdael (1630–1681), Països Baixos - Egidius Sadeler (1570–1629), Bèlgica - Françasco Salviati (1510–1563) - Ary Scheffer (1795–1858), Països Baixos - Martin Schongauer (1450–1491), França - Cornelis Schut (1597–1655) - Giovanni Segantini (1858–1899), Itàlia - Daniel Seghers (1590–1661) - Jacopo del Sellaio (1442–1493) - Paul Sérusier (1864–1927), França - Ben Shahn (1898–1969) - Paul Signac (1863–1935), França - Alfred Sisley (1839–1899), França - John Sloan (1871–1951), Estats Units - Chaïm Soutine (1893–1943), Russia - Jan Steen (1626–1679), Països Baixos - Herman Van Swanevelt (1600–1655) - David Teniers le Jeune (1610–1690), Bèlgica - David Teniers l'Ancien (1582–1649) - Giovanni Battista Tiepolo (1696–1770), Itàlia - Giovanni Domenico Tiepolo (1727–1804), Itàlia - Jacopo Tintoretto (1518–1594), Itàlia - Jan Toorop (1858–1928) - Henri de Toulouse-Lautrec (1864–1901), França - Georges de La Tour (1593–1653), França - Joseph Mallord William Turner (1775–1851), Regne Unit - Adriaen van Utrecht (1599–1653) - Armand Vaillancourt (1929), Canada - Félix Vallotton (1865–1925), França - Giorgio Vasari (1511–1574), Itàlia - Agostino Veneziano (1490–1536), Itàlia - Claude Joseph Vernet (1714–1789), França - Paolo Veronese (1528–1588), Itàlia - Jacques Villon (1875–1963), França - Maurice de Vlaminck (1876–1958), França - Heinrich Vogeler (1872–1942), Alemanya - Lucas Vorsterman (1595–1675) - Maarten de Vos (1532–1603) - Édouard Vuillard (1868–1940), França - Rogier van der Weyden (1399–1464), Bèlgica - James McNeill Whistler (1834–1903), Estats Units - Richard Wilson (1714–1782), Regne Unit |

## Galeria

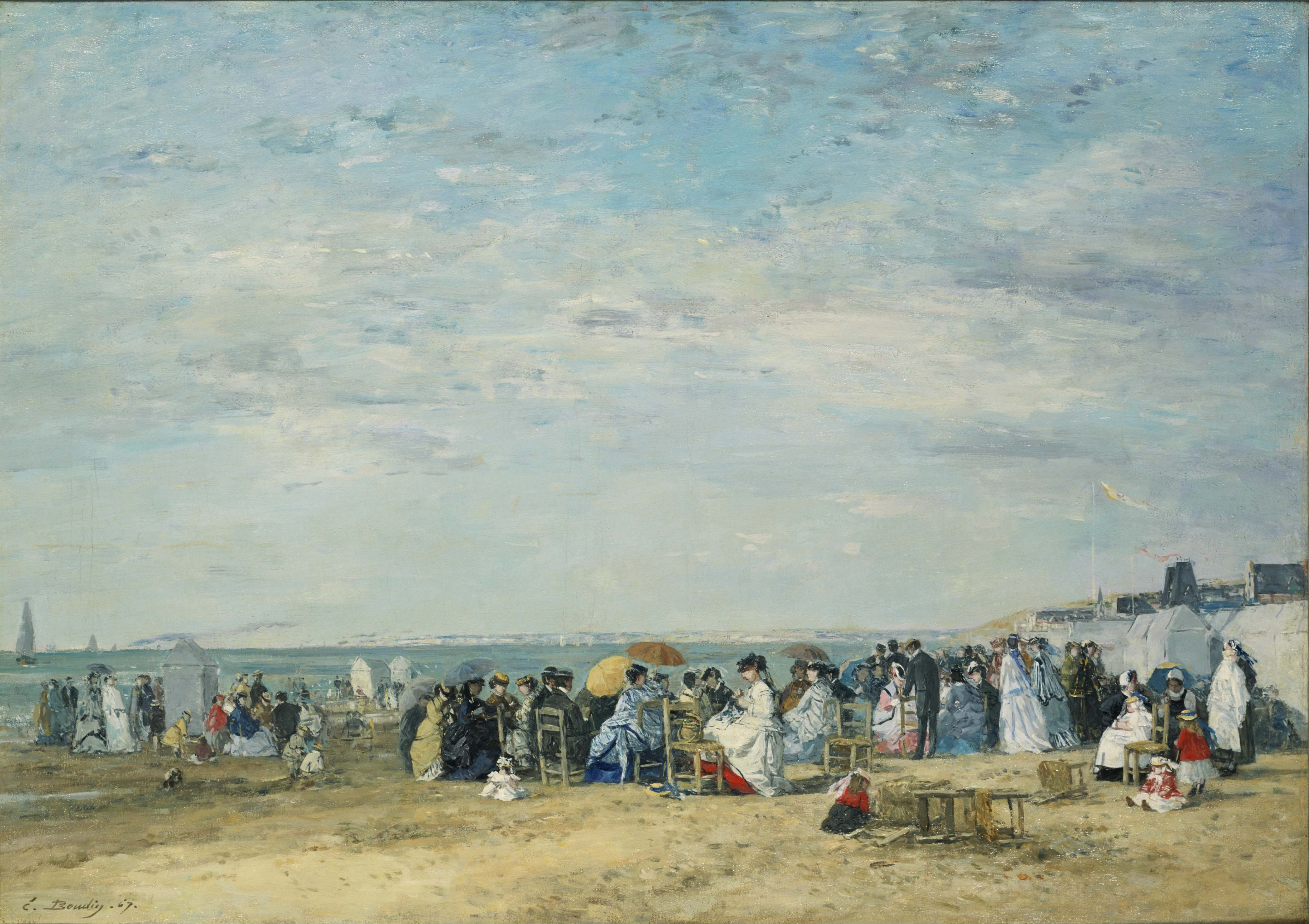
Eugène Boudin
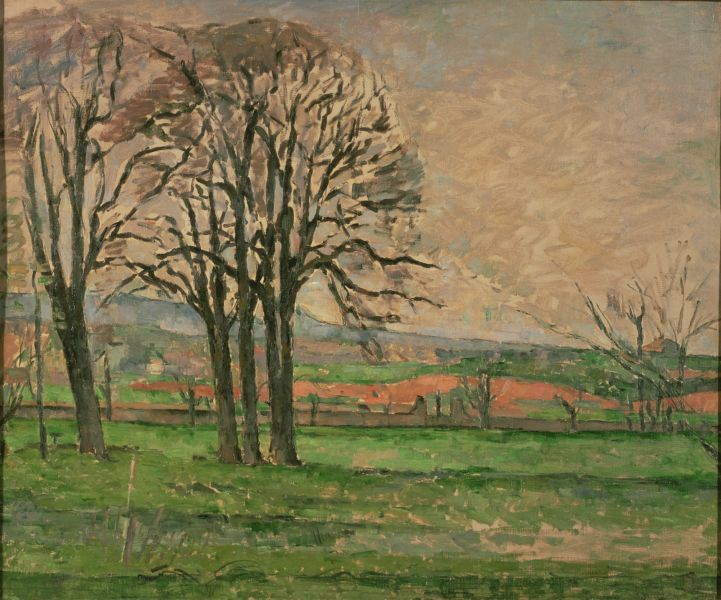
Paul Cézanne
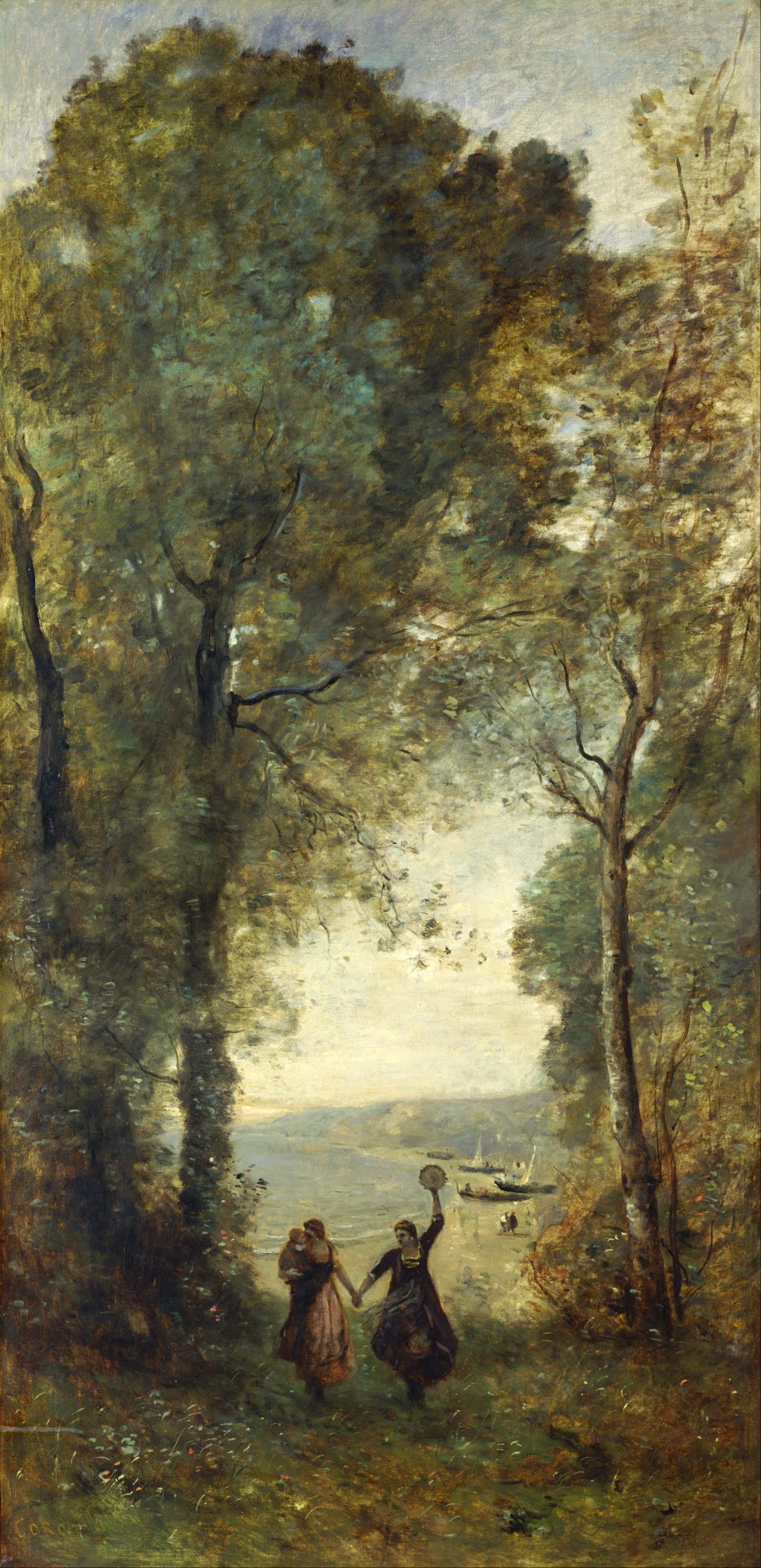
Jean-Baptiste-Camille Corot
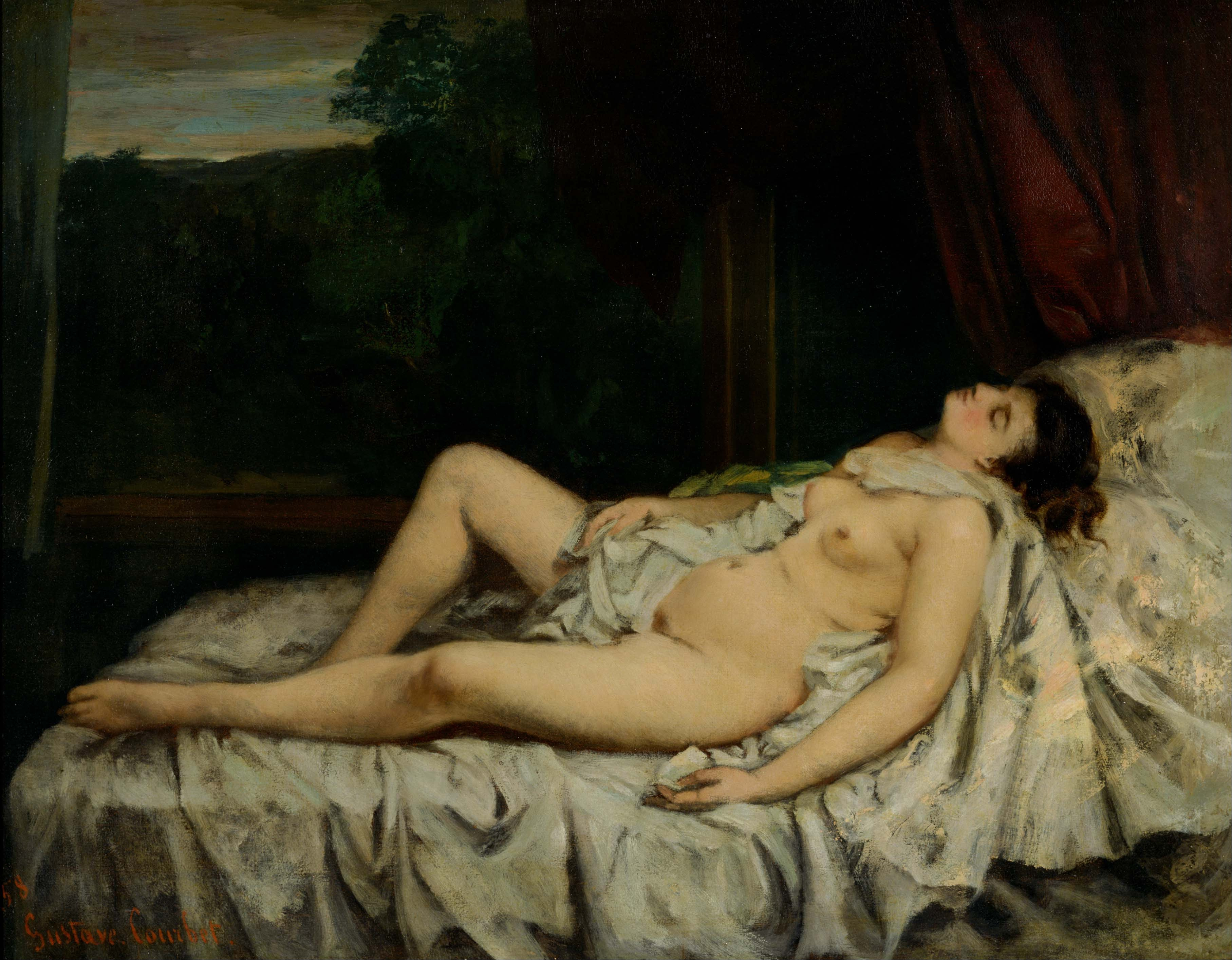
Gustave Courbet
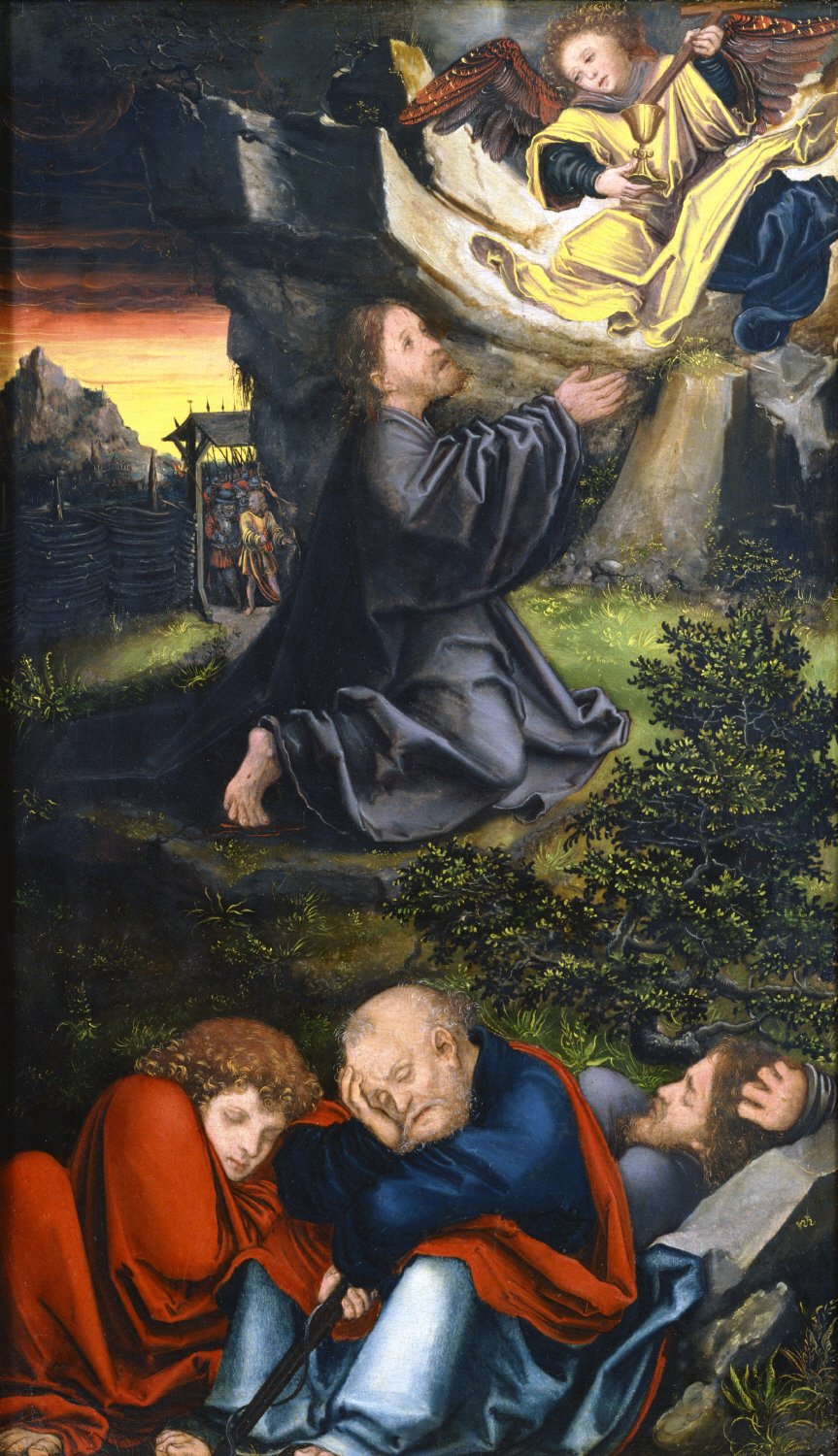
Lucas Cranach el Vell
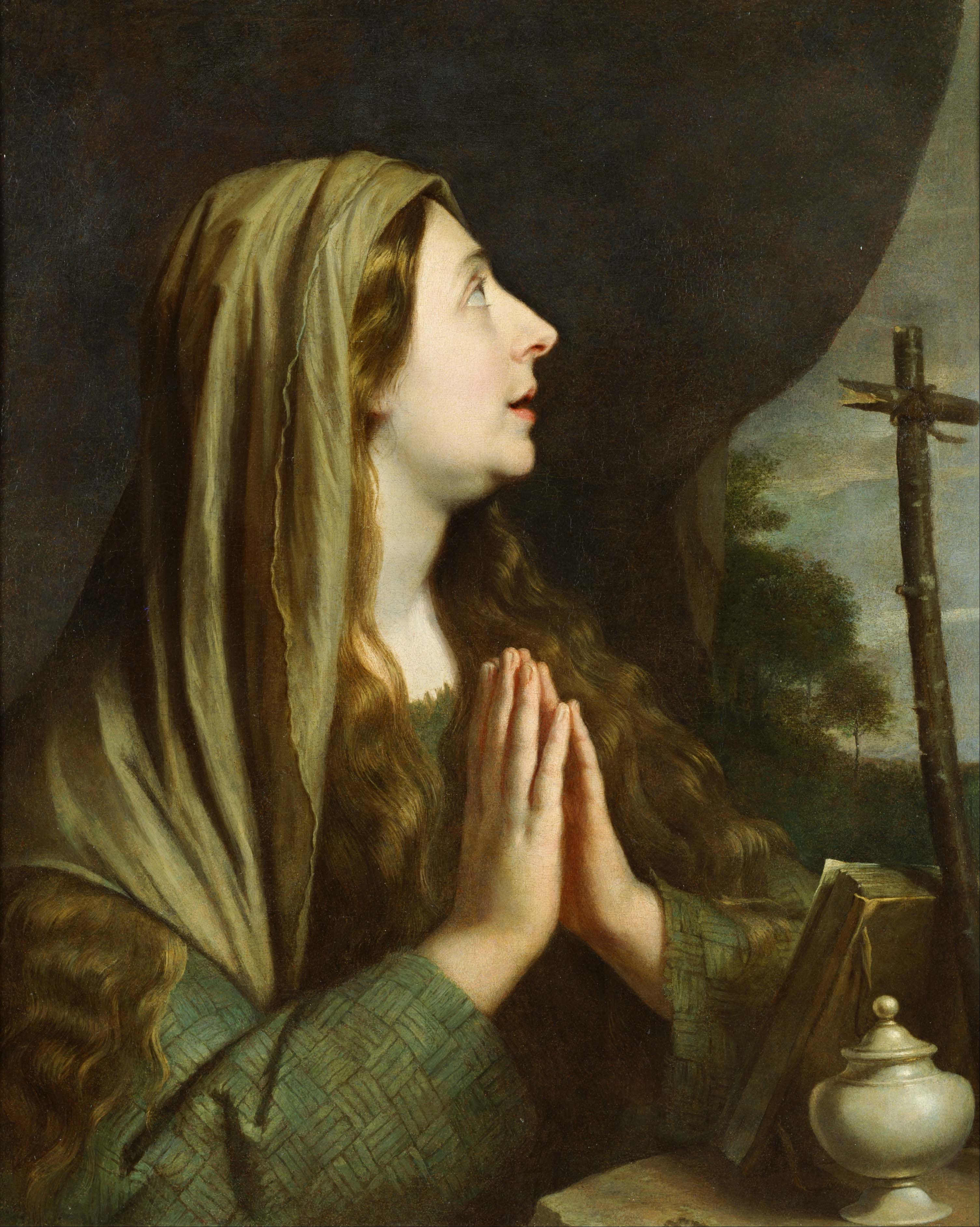
Philippe de Champaigne
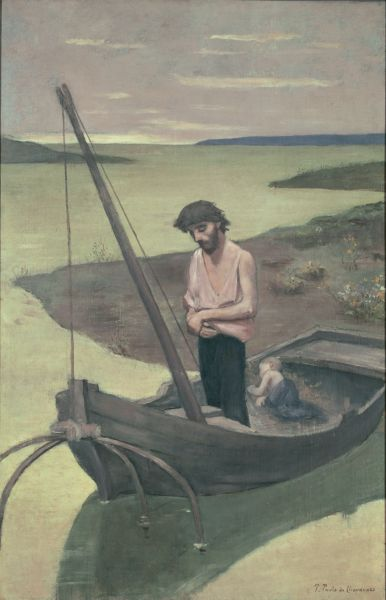
Pierre Puvis de Chavannes
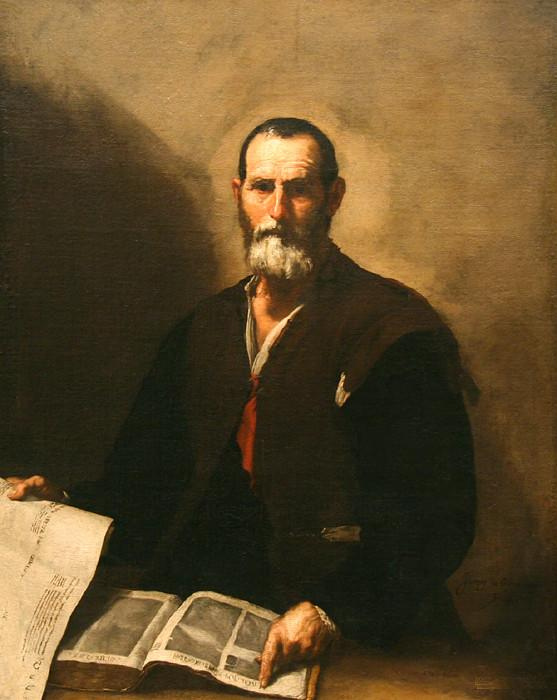
Jusepe de Ribera
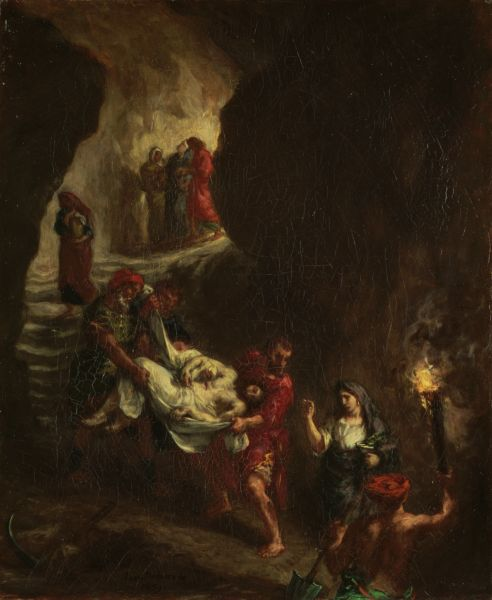
Eugène Delacroix
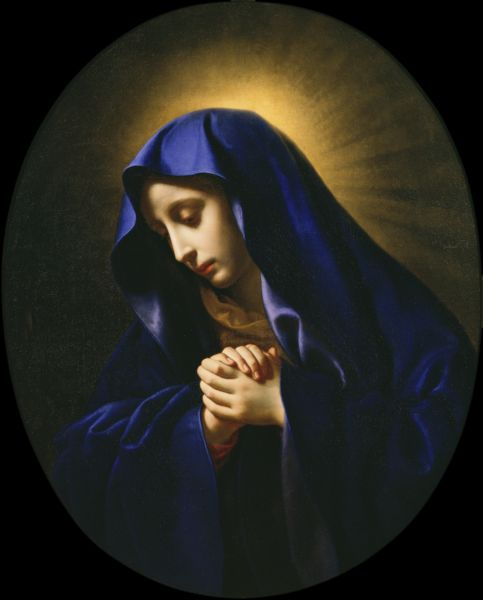
Carlo Dolci
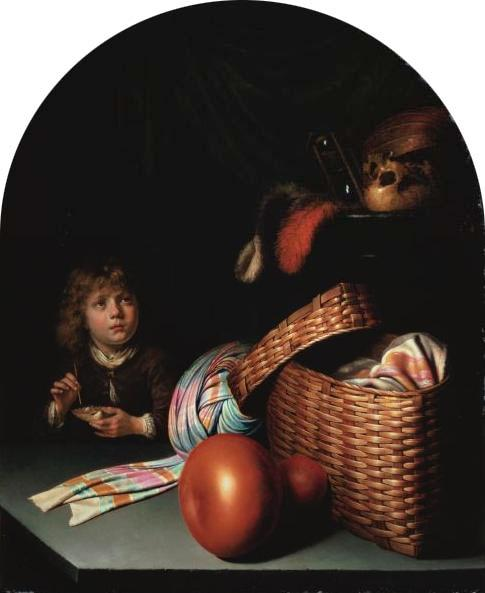
Gérard Dou
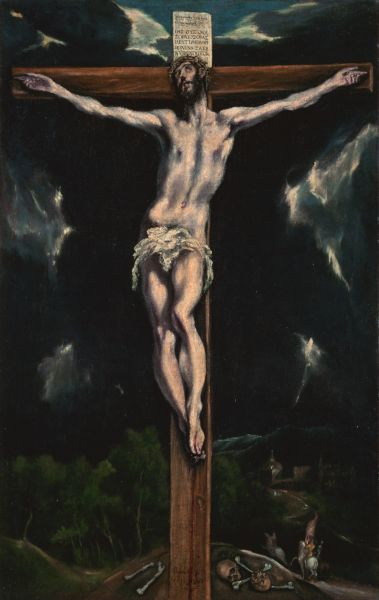
El Greco
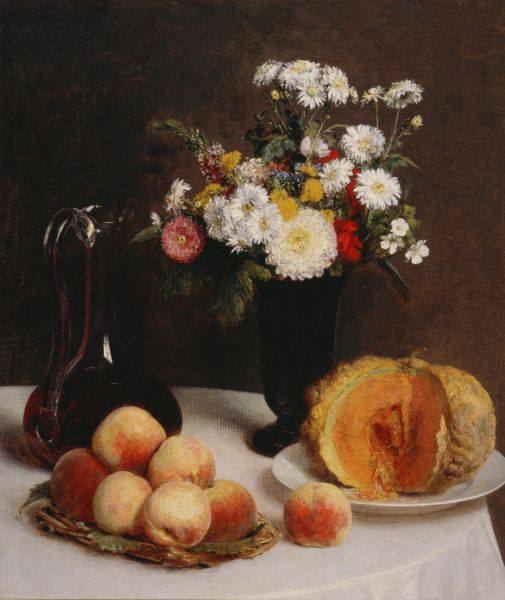
Henri Fantin-Latour
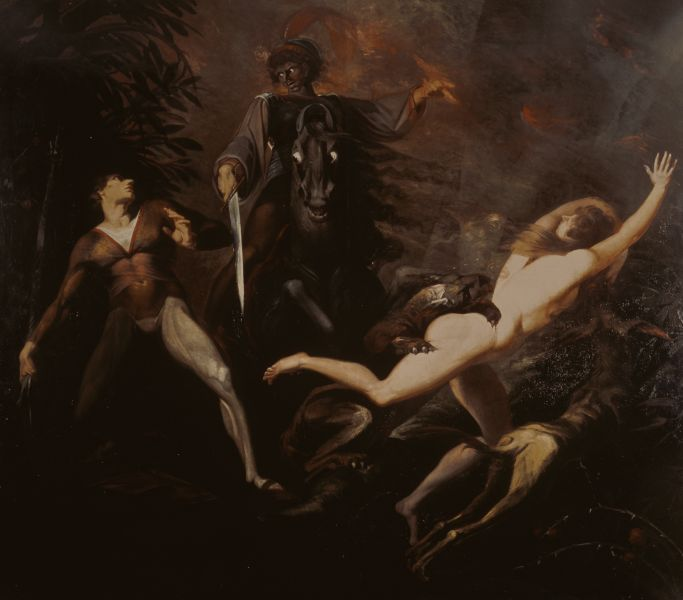
Henry fuseli
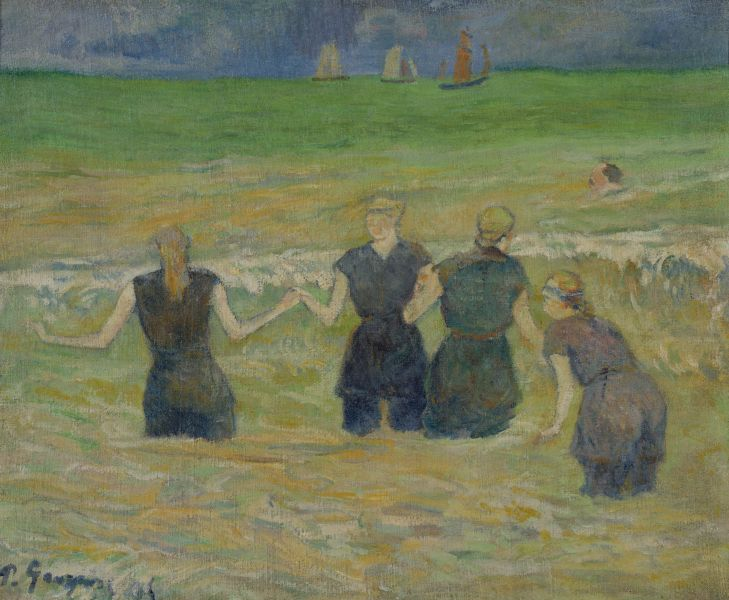
Paul Gauguin
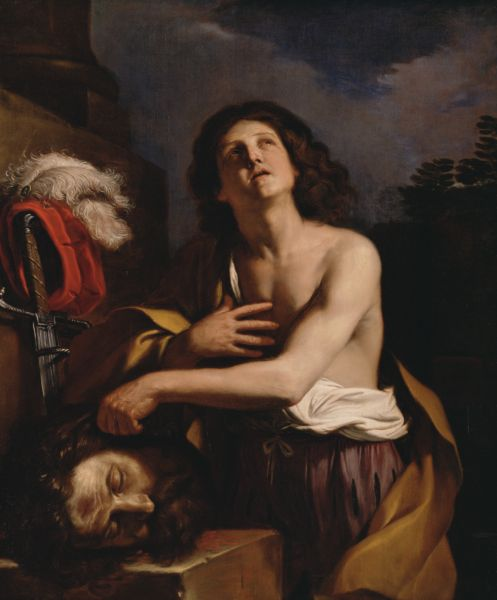
Guercino
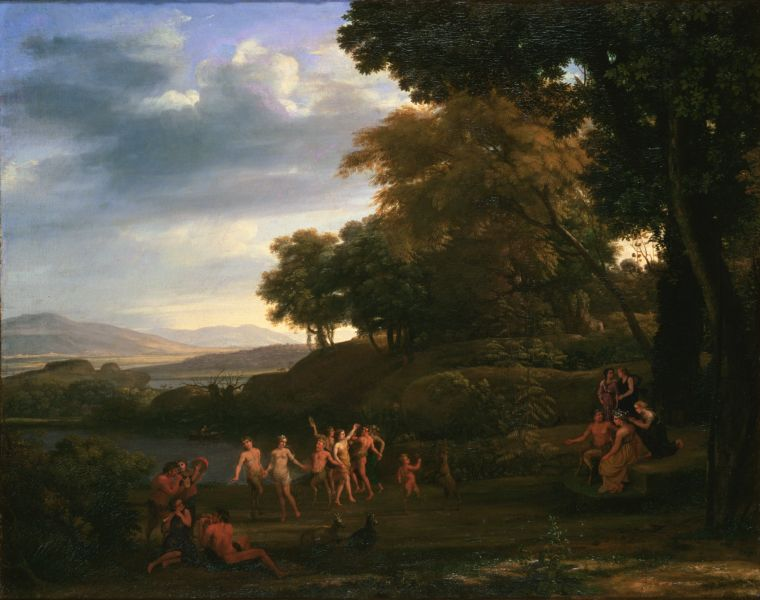
Claude Lorrain
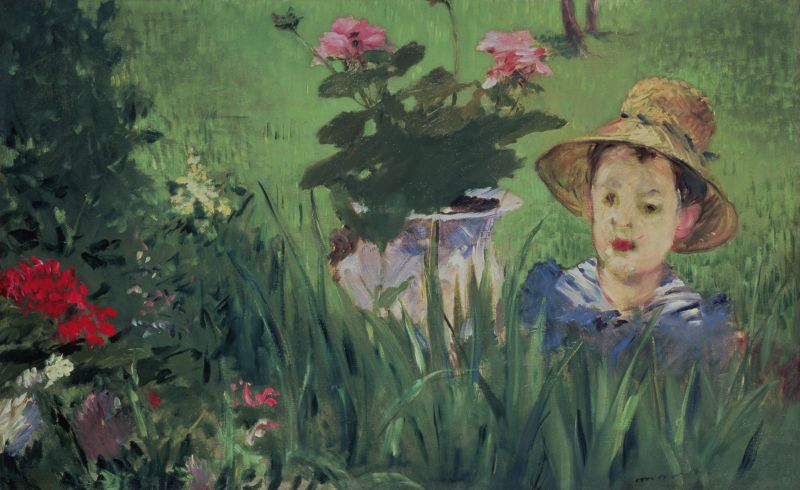
Edouard Manet
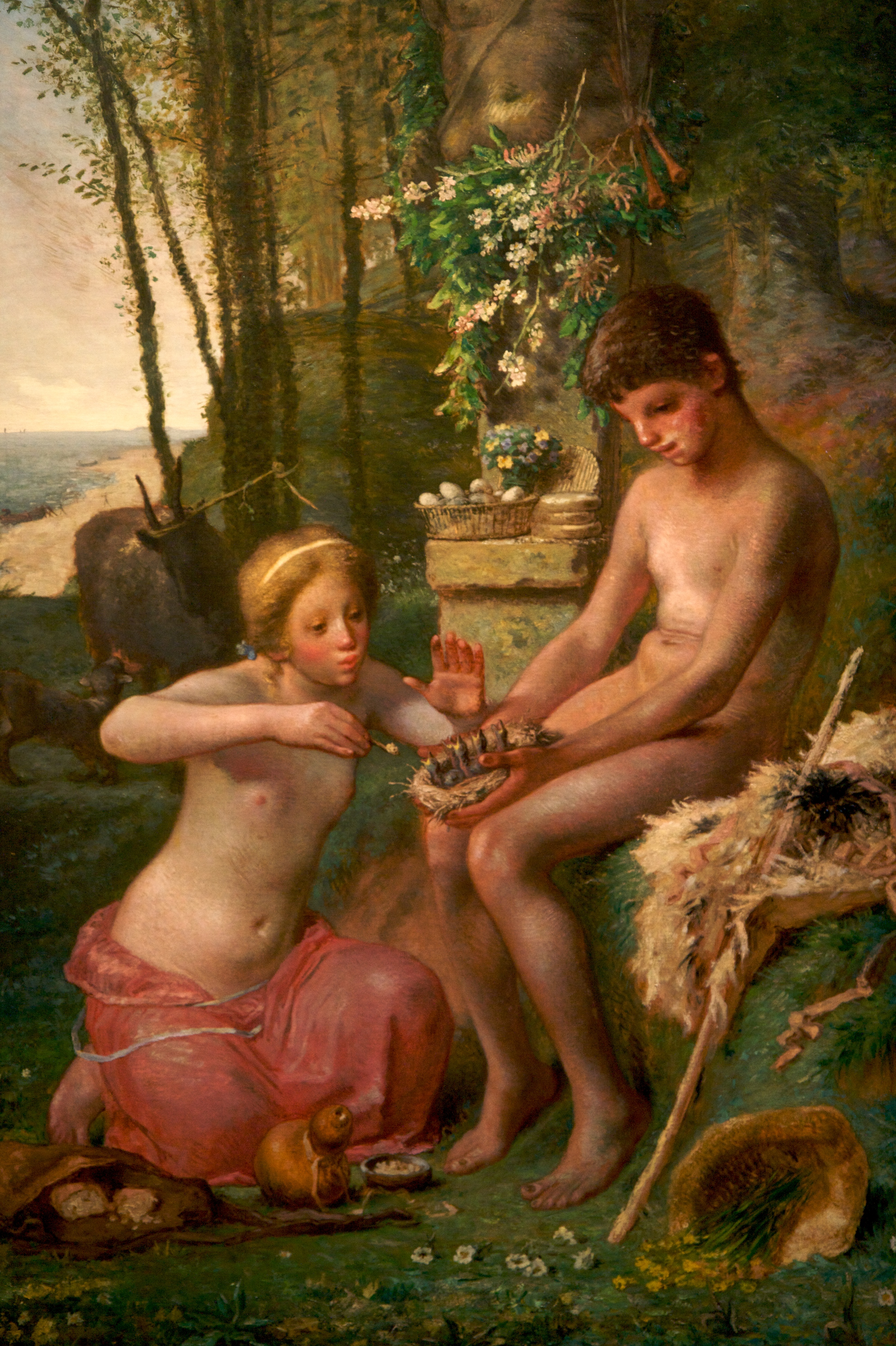
Jean-François Millet
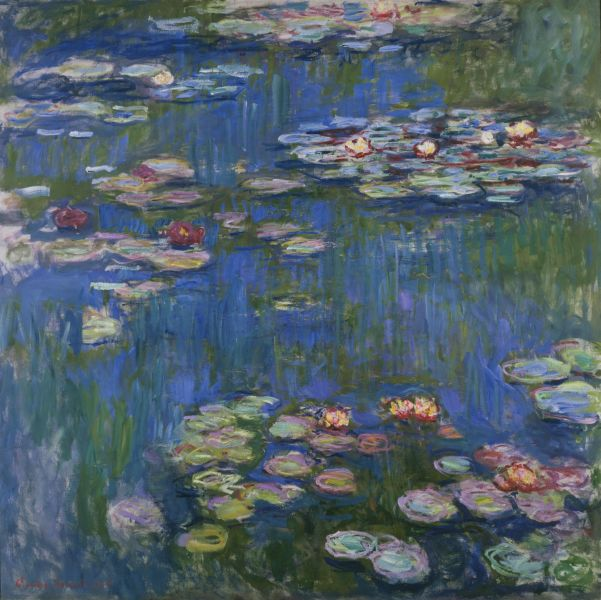
Claude Monet
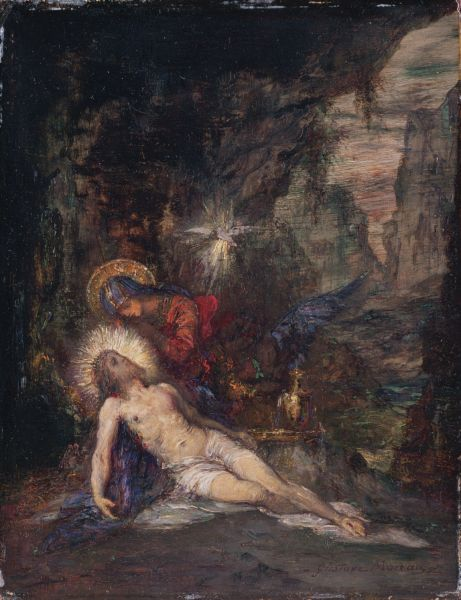
Gustave Moreau
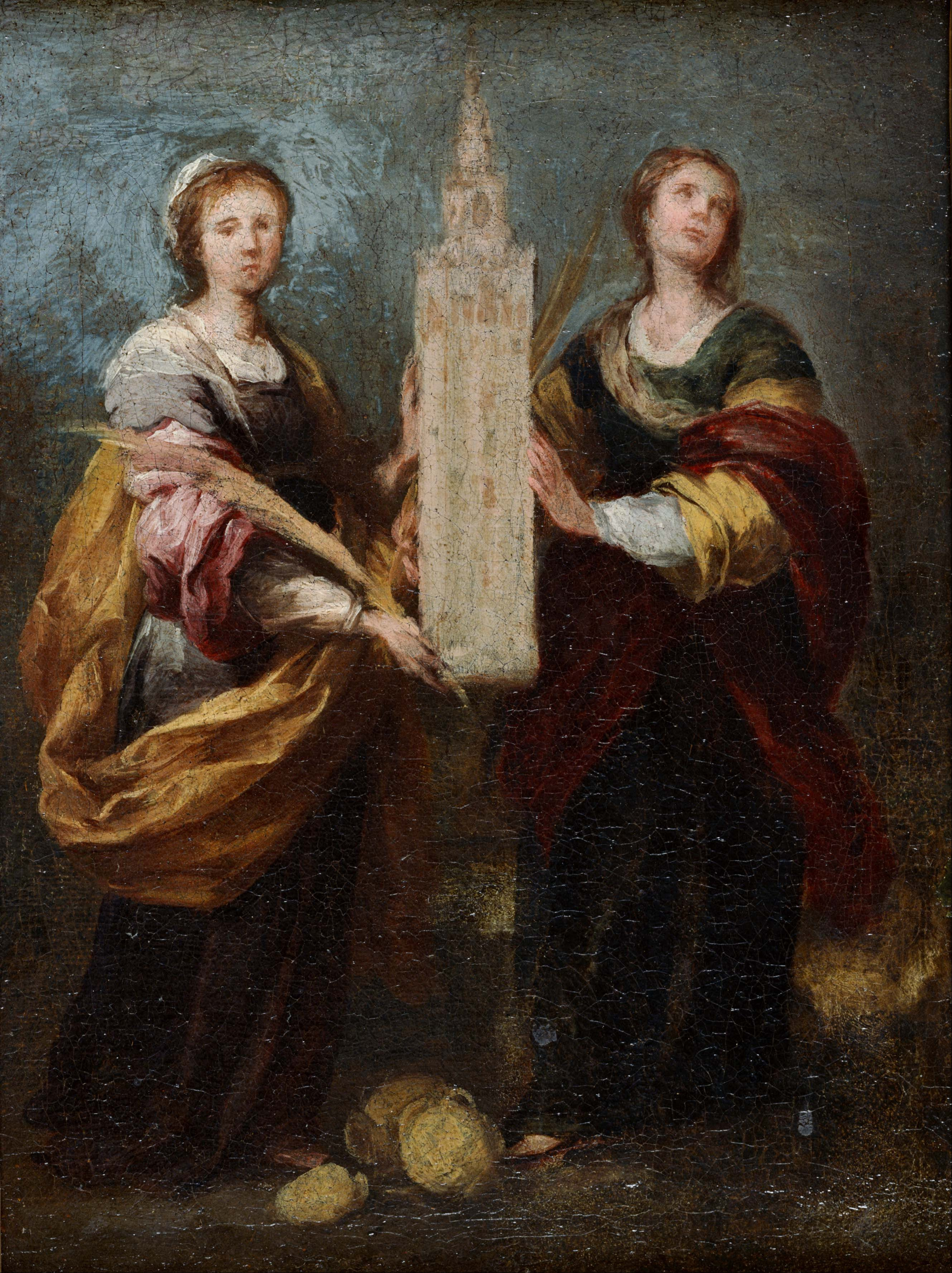
Bartolomé Esteban Murillo
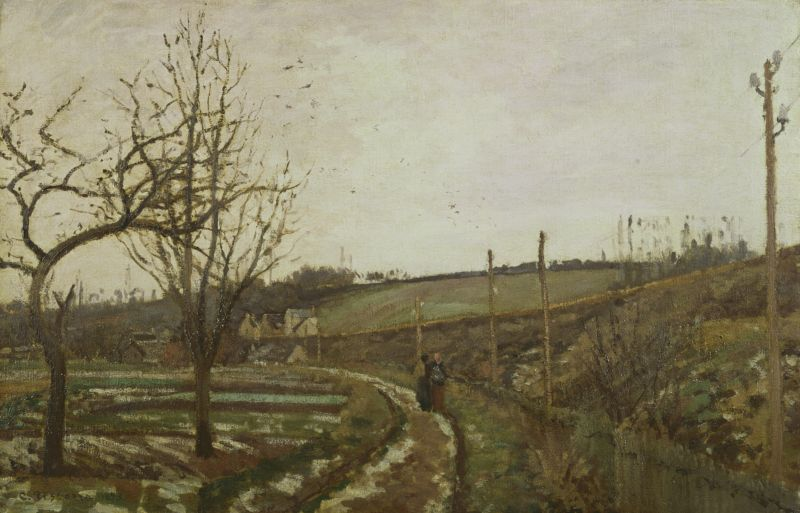
Camille Pissarro
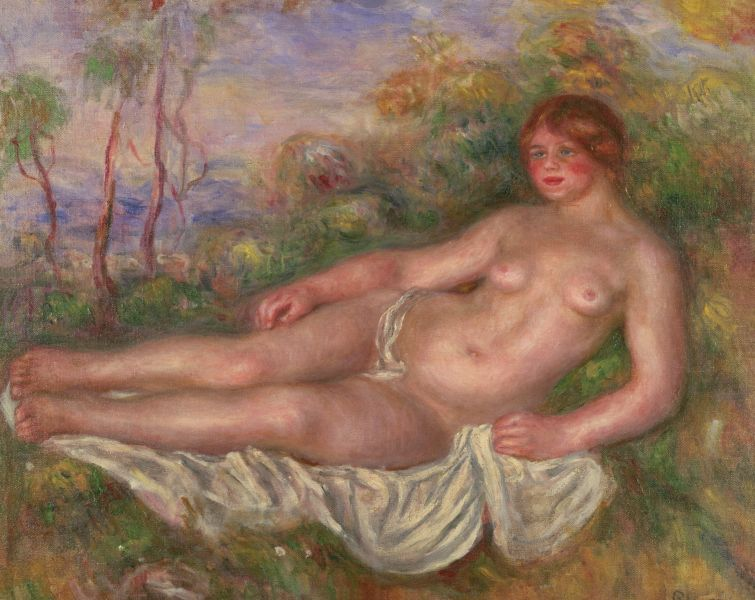
Pierre-Auguste Renoir
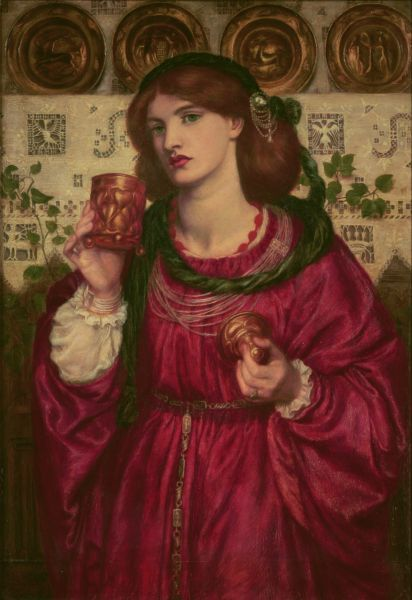
Dante Gabriel Rossetti
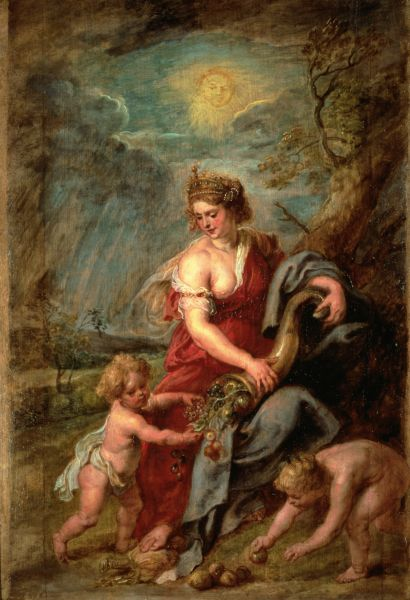
Peter Paul Rubens
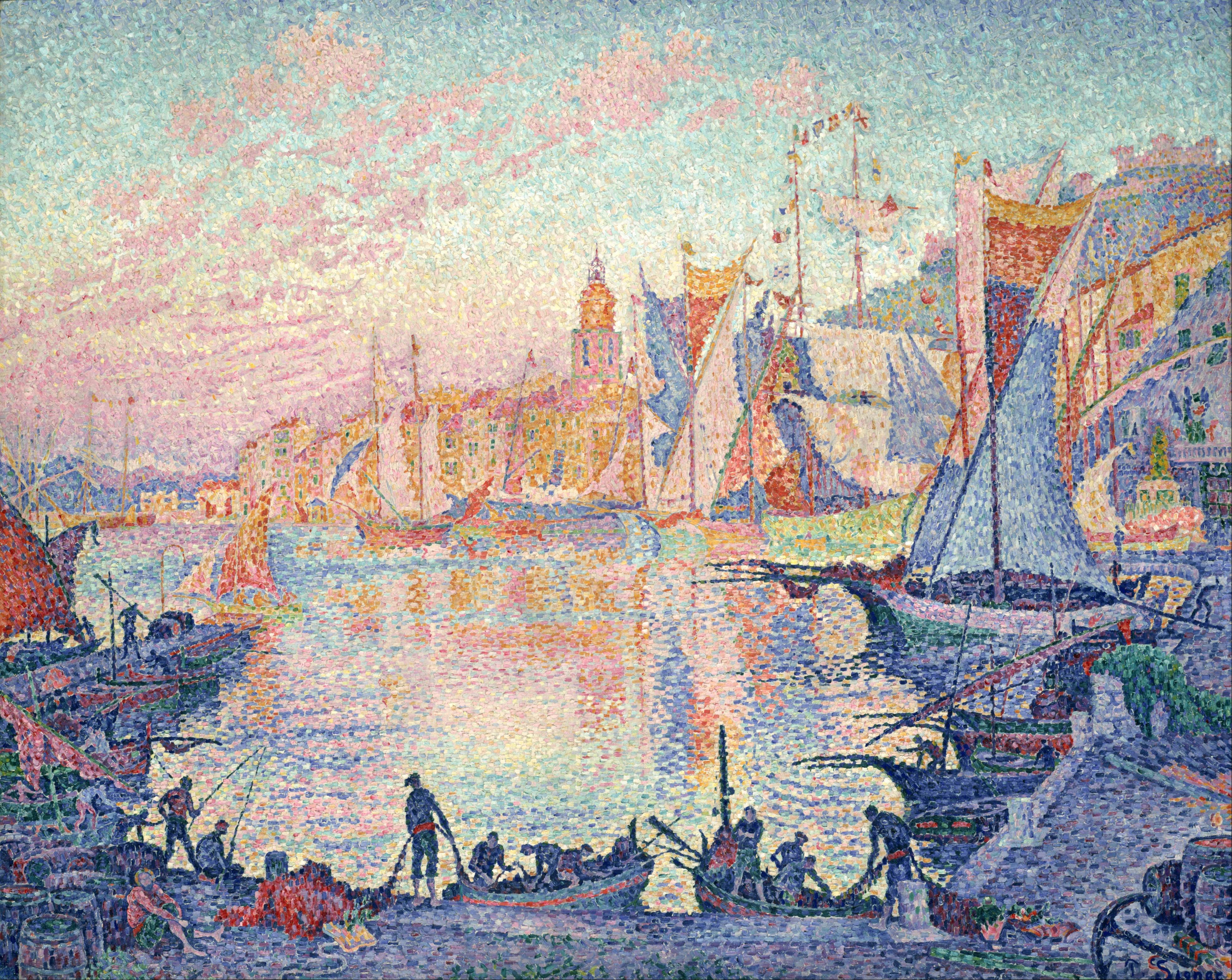
Paul Signac
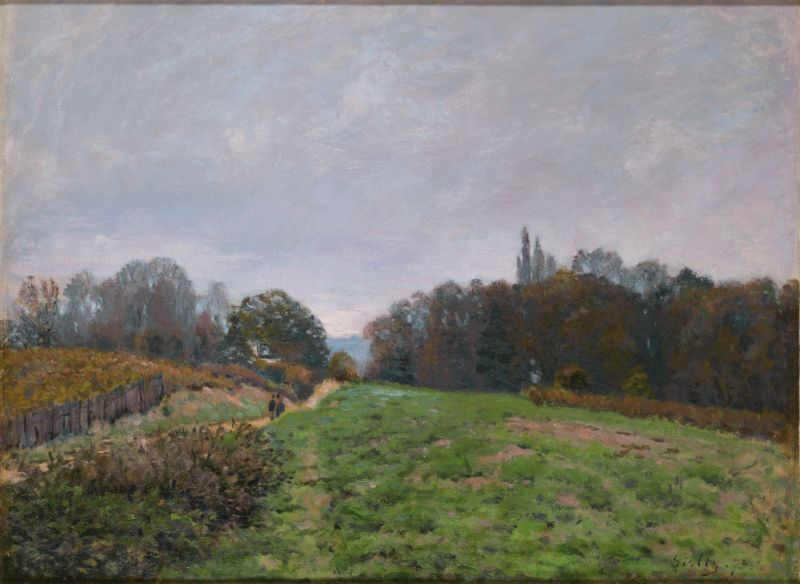
Alfred Sisley
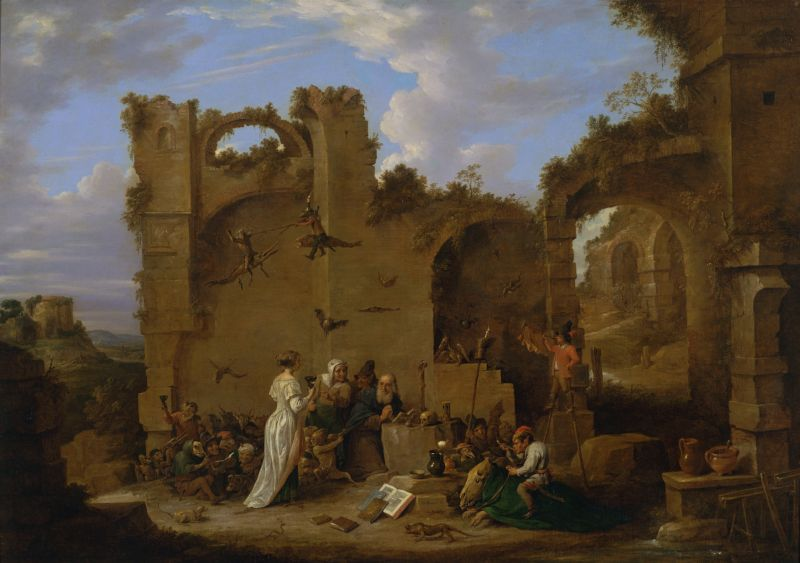
David Teniers le Jeune
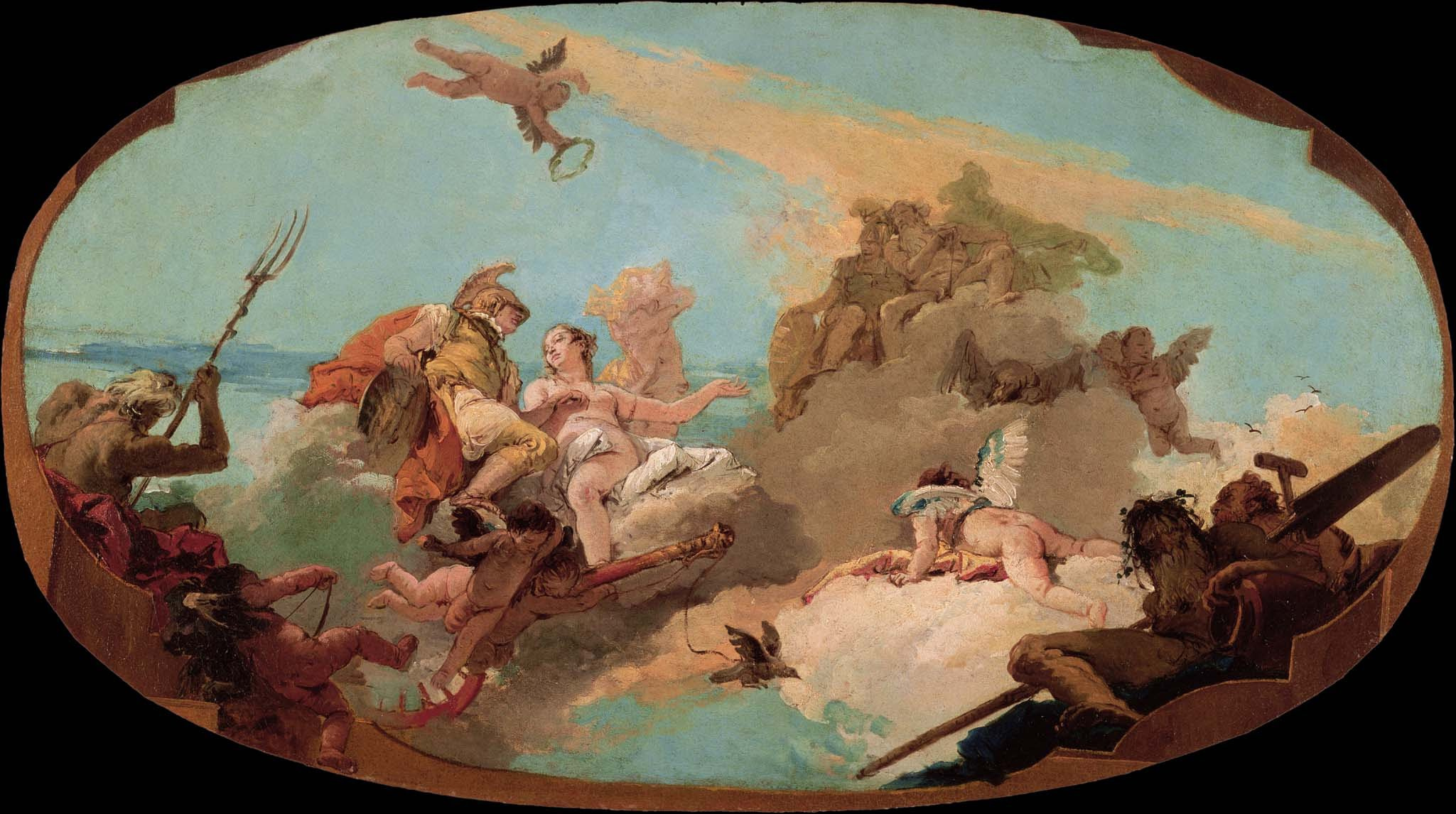
Giovanni Battista Tiepolo
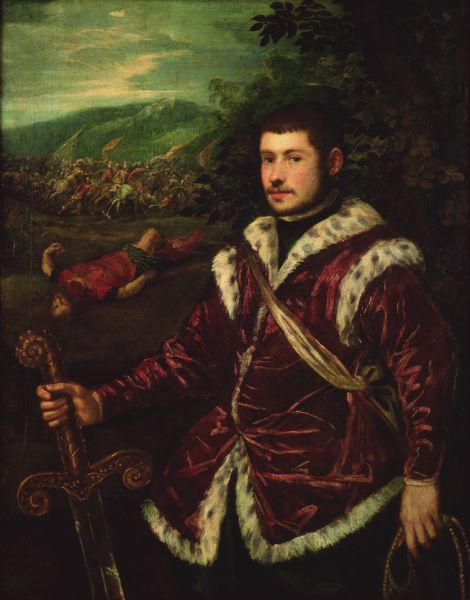
Tintoretto
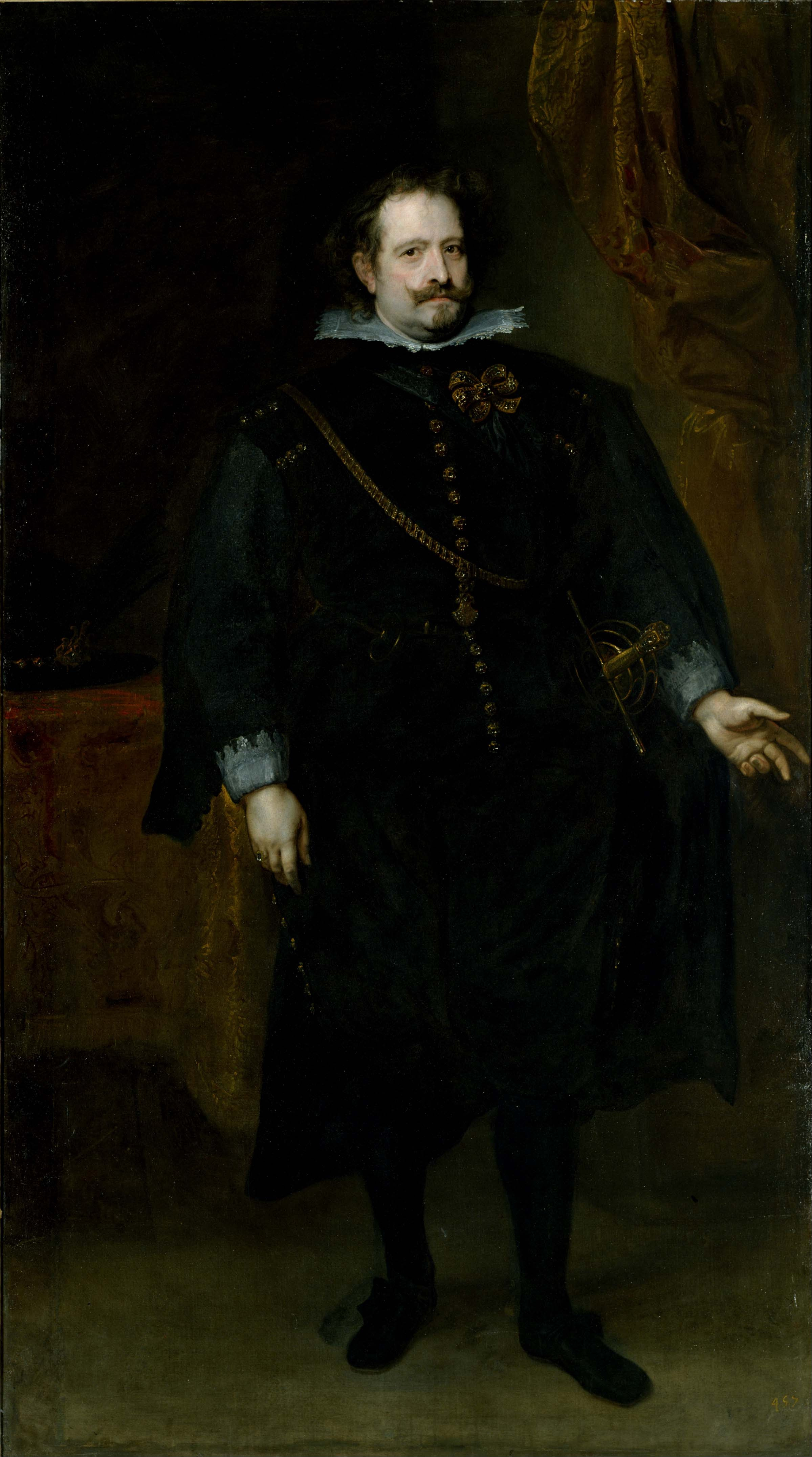
Antoine van Dyck
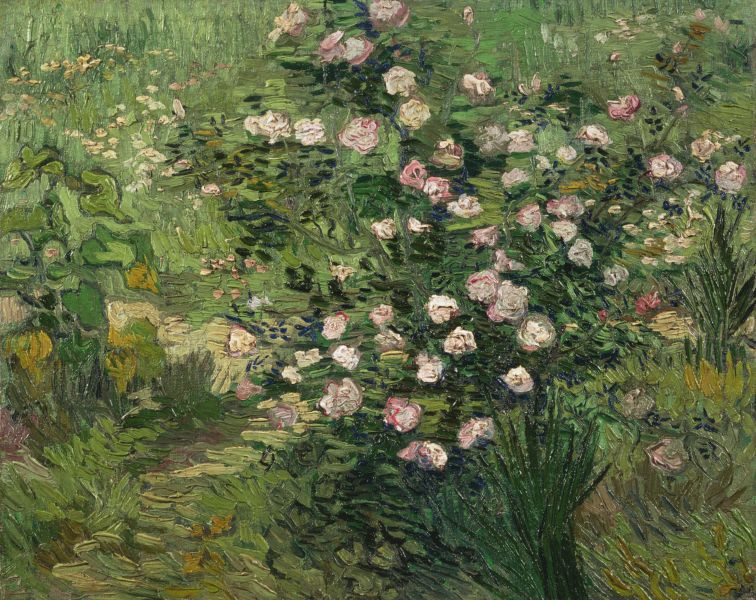
Vincent van Gogh
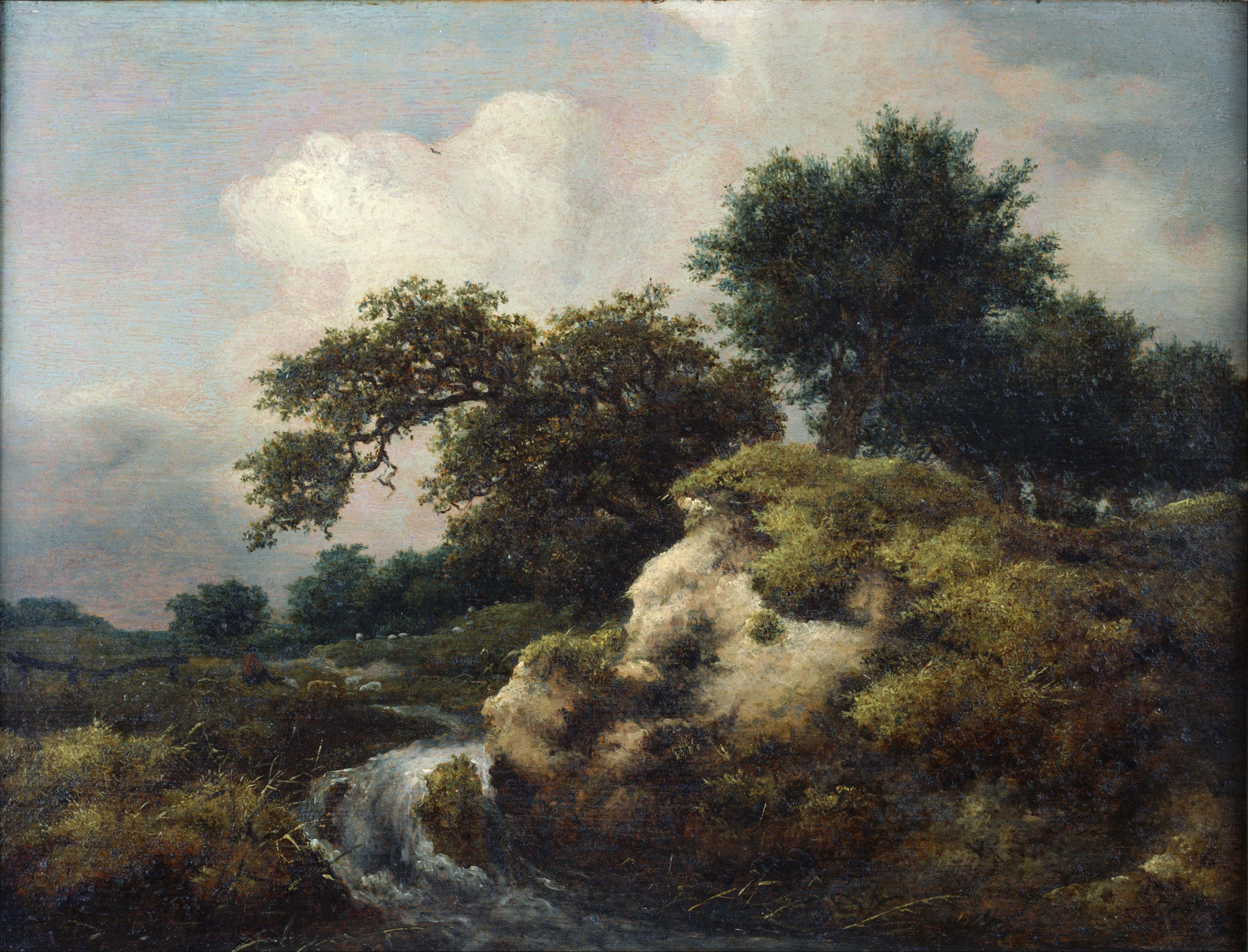
Jacob van Ruisdael
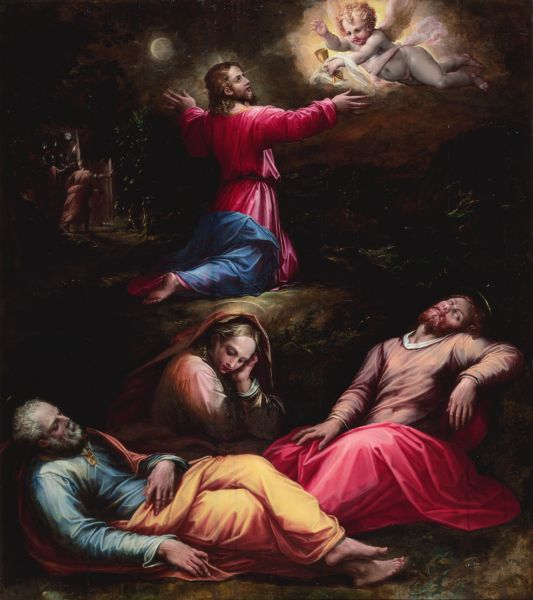
Giorgio Vasari
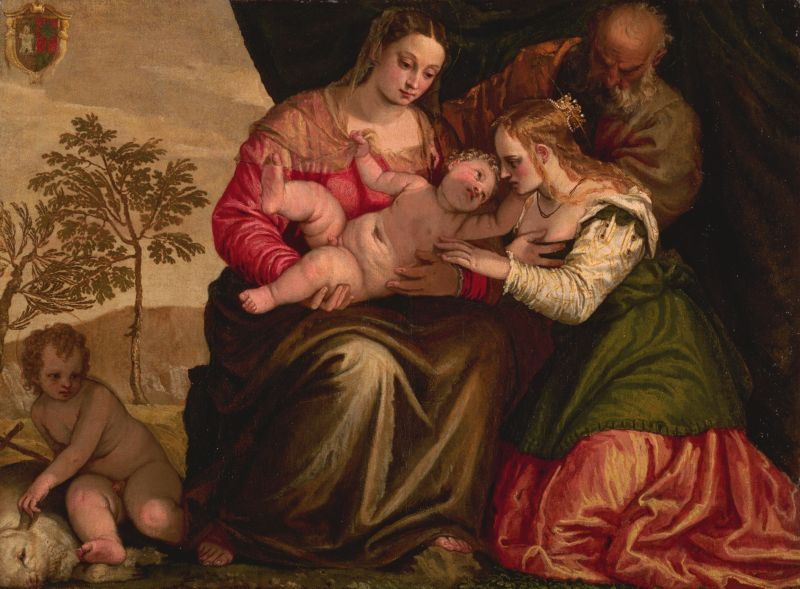
Paolo Veronese

## Classificació UNESCO
La candidatura de diversos llocs construïts per Le Corbusier (inclòs el museu) al Patrimoni Mundial de la UNESCO va ser rebutjada el 2009 i després el 2011 a causa d'una llista excessivament llarga i de l'absència del lloc de Chandigarh a l'Índia,. El gener de 2015 es va presentar un nou fitxer de sol·licitud que té en compte les diverses observacions i proposat a la40a sessió del Comitè del Patrimoni Mundial celebrada a Istanbul (Turquia) de 10 al 17 de juliol de 2016. El conjunt es classifica finalment el 17 de juliol de 2016.